# Astroblepus marmoratus
Astroblepus marmoratus är en fiskart som först beskrevs av Regan, 1904.  Astroblepus marmoratus ingår i släktet Astroblepus och familjen Astroblepidae. Inga underarter finns listade.